# كاريل دهايني
كاريل دهايني (5 سبتمبر 1980 بكورتريك في بلجيكا - ) هو لاعب كرة قدم بلجيكي في مركز الدفاع. لعب مع رويال أنتويرب وزولته فاريجيم ومانيساسبور ونادي طرابزون سبور.

## روابط خارجية
- كاريل دهايني على موقع اتحاد تركيا (لاعب) (الإنجليزية)
- كاريل دهايني على موقع قاعدة بيانات كرة القدم.إي يو (الإنجليزية)
- كاريل دهايني على موقع Soccerway.com (الإنجليزية)
- كاريل دهايني على موقع عالم كرة القدم.نت (الإنجليزية)
- كاريل دهايني على موقع AS.com (الإسبانية)